# Liste der Naturdenkmale in Standenbühl
Die Liste der Naturdenkmale in Standenbühl nennt die im Gemeindegebiet von Standenbühl ausgewiesenen Naturdenkmale (Stand 28. März 2024).

## Ehemalige Naturdenkmale
| Nr. | Bezeichnung                   | Lage                          | Beschreibung | Bild                                    |
| --- | ----------------------------- | ----------------------------- | --- | --------------------------------------- |
|     | Rosskastanie in der Ortsmitte | Kaiserstraße, bei Nr. 27 Lage | Aesculus hippocastanum; um 1900 gepflanzt, 28 m hoch bei 3,1 m Umfang; Rechtsverordnung aufgehoben                  | Direkt Bild zu diesem Denkmal hochladen |
|     | Fünf Linden auf dem Friedhof  | Friedhofstraße Lage           | Tilia cordata, fünf Bäume; um 1900 gepflanzt, bis zu 35 m hoch bei bis zu 3,0 m Umfang; Rechtsverordnung aufgehoben | Direkt Bild zu diesem Denkmal hochladen |